# Folklore (album de Nelly Furtado)
Pour les articles homonymes, voir Folklore (homonymie).
Albums de Nelly Furtado
Whoa, Nelly! Loose
Folklore est le deuxième album de Nelly Furtado. Sorti en 2003, il s'est moins vendu (3 millions de copies dont 20 000 exemplaires en France) que Whoa! Nelly. La voix de Nelly est beaucoup plus posée, plus mûre. La chanson Childhood Dreams est dédiée à sa fille Nevis. Le single Powerless (Say What You Want) est influencé par ses origines portugaises et est dans l'idée que vous pouvez toujours vous sentir appartenir à une minorité intérieurement, même si cela ne transparaît pas à l'extérieur.

## Titres
| #  | Titres                                | Compositeurs                                                                        | Durée    |
| -- | ------------------------------------- | ----------------------------------------------------------------------------------- | -------- |
| 1  | One-Trick Pony (feat. Kronos Quartet) | Nelly Furtado, Gerald Eaton, Brian West                                             | 4 min 47 |
| 2  | Powerless (Say What You Want)         | Nelly Furtado, Gerald Eaton, Brian West, Tracey Thorn, Anne Dudley, Malcolm McLaren | 3 min 53 |
| 3  | Explode                               | Nelly Furtado, Gerald Eaton                                                         | 3 min 45 |
| 4  | Try                                   | Nelly Furtado, Brian West                                                           | 4 min 38 |
| 5  | Fresh Off The Boat                    | Nelly Furtado, Gerald Eaton, Brian West                                             | 3 min 16 |
| 6  | Força                                 | Nelly Furtado, Gerald Eaton, Brian West                                             | 3 min 40 |
| 7  | The Grass Is Green                    | Nelly Furtado, Mike Elizondo                                                        | 3 min 51 |
| 8  | Picture Perfect                       | Nelly Furtado, Brian West, Gerald Eaton                                             | 5 min 16 |
| 9  | Saturdays                             | Nelly Furtado                                                                       | 2 min 5  |
| 10 | Build You Up                          | Nelly Furtado, Brian West, Gerald Eaton                                             | 4 min 51 |
| 11 | Island Of Wonder                      | Nelly Furtado, Simón Díaz, Jasper Gahunia                                           | 3 min 48 |
| 12 | Childhood Dreams                      | Nelly Furtado, Gerald Eaton, Brian West                                             | 6 min 33 |